# Aarschot

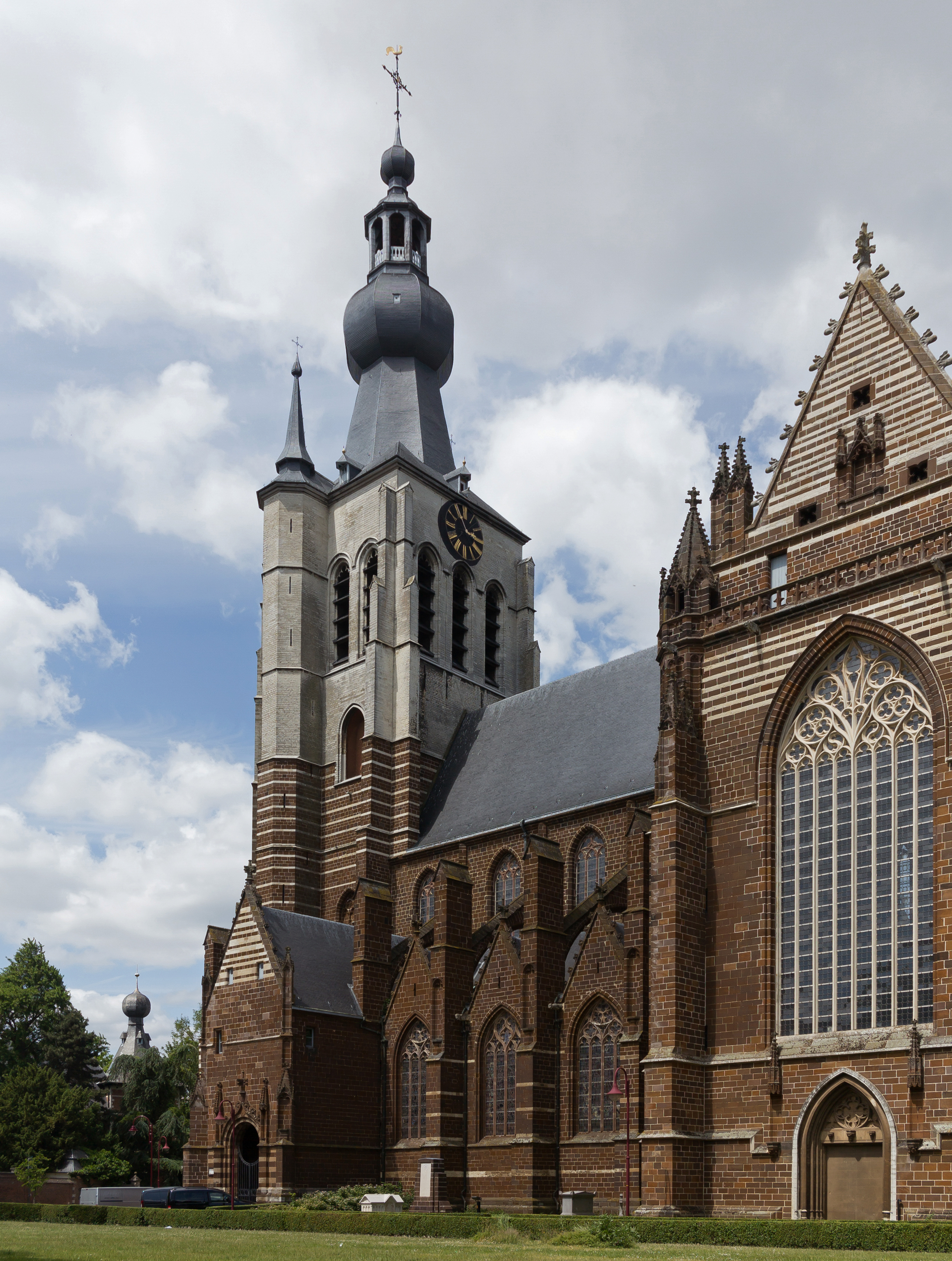
Aarschot, Iglesia de Nuestra Señora [Onze-Lieve-Vrouwekerk]

Aarschot (pronunciación en neerlandés:  [ˈaːrsxɔt]) es una ciudad y municipio de la provincia del Brabante Flamenco, Bélgica. El municipio comprende la propia ciudad de Aarschot y las ciudades de Gelrode, Langdorp y Rillaar. El 1 de enero de 2018, Aarschot tenía una población total de 29 965 habitantes. La superficie total es de 62,52 km², lo que da una densidad de población de 479 habitantes por kilómetro cuadrado.
Aarschot se encuentra en el valle del Demer —río de color marrón, que atraviesa la ciudad—, en la zona del Brabante Flamenco llamada Hageland, situada al este de Lovaina. Está rodeada de colinas en las que se encontraban, en la Edad Media, algunos de los viñedos más apreciados de Europa. Hoy en día, las colinas de la cadena, que se origina en el Bolderberg, Heusden-Zolder, y continúa hasta Calais, Francia, están cubiertas de bosques y de huertos de frutales.
Según Maurits Gysseling, lingüista belga especializado en onomástica y paleografía, el topónimo de Aarschot, de origen germánico, procede de arnu-, que significa «águila», y de skauta-, término que designa una «lengua de tierra boscosa que se eleva sobre una cuenca de inundación». 

## Historia
Es una ciudad típicamente flamenca, con una larga historia que, según los mitos, se remonta a la época de los emperadores romanos. 
En la guerra de los Ochenta Años, la ciudad, de mayoría católica, fue saqueada y destruida por las tropas calvinistas neerlandesas después de su victoria en la batalla de Rijmenam de 1578 y el posterior contrataque de los Tercios españoles. Sería de nuevo saqueada, junto con Diest y Tienen, por los ejércitos de las Provincias Unidas de los Países Bajos el 17 de junio de 1635, durante su avance para asediar Lovaina, lo que provocó la resistencia de la población católica a su avance.
Durante la Primera Guerra Mundial, Aarschot sufrió mucho. Cuando las tropas alemanas ocuparon la ciudad, el 19  de agosto de 1914, el coronel Stenger, comandante de la 8.ª brigada de infantería alemana, fue abatido de un disparo desde el balcón del ayuntamiento. Las represalias alemanas fueron extremadamente duras. Se prendió fuego a muchas casas y se ejecutó a 156 personas, entre ellas el alcalde Tielemans y su hijo de quince años. Al día siguiente se ordenó a toda la población que evacuara la ciudad.
Aarschot es la cuna de 
Front 242, uno de los más influyentes grupos de música electrónica del mundo y creadores del estilo EBM o Electronic Body Music.

## Demografía

### Evolución
Datos históricos relativos al actual municipio. El siguiente gráfico refleja su evolución demográfica, incluyendo los municipios que se fusionaron el 1 de enero de 1977.
| Gráfica de evolución demográfica de Aarschot entre 1846 y 2020 |
|                                                                |

## Monumentos
La Iglesia de Nuestra Señora (Onze-Lieve-Vrouwekerk), domina la vista de la ciudad y es su monumento más importante; está construida con piedra de las colinas de los alrededores, una arenisca ferruginosa de color gris pardo.
El antiguo beaterio o beguinaje, fundado a mediados del siglo XIII, es de estructura cerrada. Sufrió numerosas destrucciones en el siglo XIX y en la primera mitad del siglo XX. Fue restaurado parcialmente entre 1950  y 1954 por el arquitecto Edward van Nieuwenburgh. Las casitas de las beguinas se han transformado en viviendas, mientras que el Museo Municipal de Folclore y Etnografía ocupa el granero de los Siete Dolores.